# Vesa Toskala
Vesa Tapani Toskala (* 20. Mai 1977 in Kangasala) ist ein ehemaliger finnischer Eishockeytorwart, der zuletzt bis Sommer 2012 bei Ilves Tampere in der SM-liiga unter Vertrag stand und im Laufe seiner Karriere unter anderem für die San Jose Sharks und Toronto Maple Leafs in der National Hockey League spielte.

## Karriere

### Finnland und Schweden
Toskala spielte von der Saison 1991/92 an bis ins Jahr 1994/95 in verschiedenen Nachwuchsmannschaften von Ilves Tampere. Als Belohnung der guten Leistungen im finnischen Nachwuchs wurde er 1995 ins Junioren-Nationalteam berufen, um bei der Eishockey-Europameisterschaft in Berlin teilzunehmen. Auch dort überzeugte er in vier Spielen mit einem Gegentorschnitt von 2,50 und wurde für die Folgesaison Stammtorwart der Profimannschaft von Ilves in der finnischen SM-liiga. Bis zum Ende der Saison 1998/99 blieb er dort Stammtorwart in Tampere und etablierte sich zu einem der besten Torhüter der Liga. In dieser Zeit bestritt er auch noch drei A-Weltmeisterschaften, bei denen er zu überzeugen wusste.
Zur Spielzeit 1999/00 wechselte Toskala zum schwedischen Spitzenklub Färjestad BK in die Elitserien. Dort absolvierte er 44 Spiele und kam am Ende der Saison noch zu fünf Einsätzen für die finnische Nationalmannschaft bei der Weltmeisterschaft, wo er mit der Mannschaft die Bronzemedaille erringen konnte.

### National Hockey League
Im Sommer 2000 wagte Toskala dann den Sprung nach Übersee. Aber zunächst konnte er im Trainingscamp der San Jose Sharks nicht überzeugen und landete im Farmteam bei den Kentucky Thoroughblades in der American Hockey League. Dort brachte er es in 44 Spielen auf eine gute Fangquote von 91,1 Prozent. Im folgenden Jahr kam er zu seinem ersten NHL-Einsatz, spielte aber die meiste Zeit in der AHL bei den Cleveland Barons. So war es auch in der Folgesaison, ehe er sich 2003/04 endgültig als Nummer 2 hinter Jewgeni Nabokow durchsetzte und so auf 28 Einsätze kam. Die Sharks scheiterten erst eine Runde vor den Stanley-Cup-Finals an den Calgary Flames in sechs Spielen.

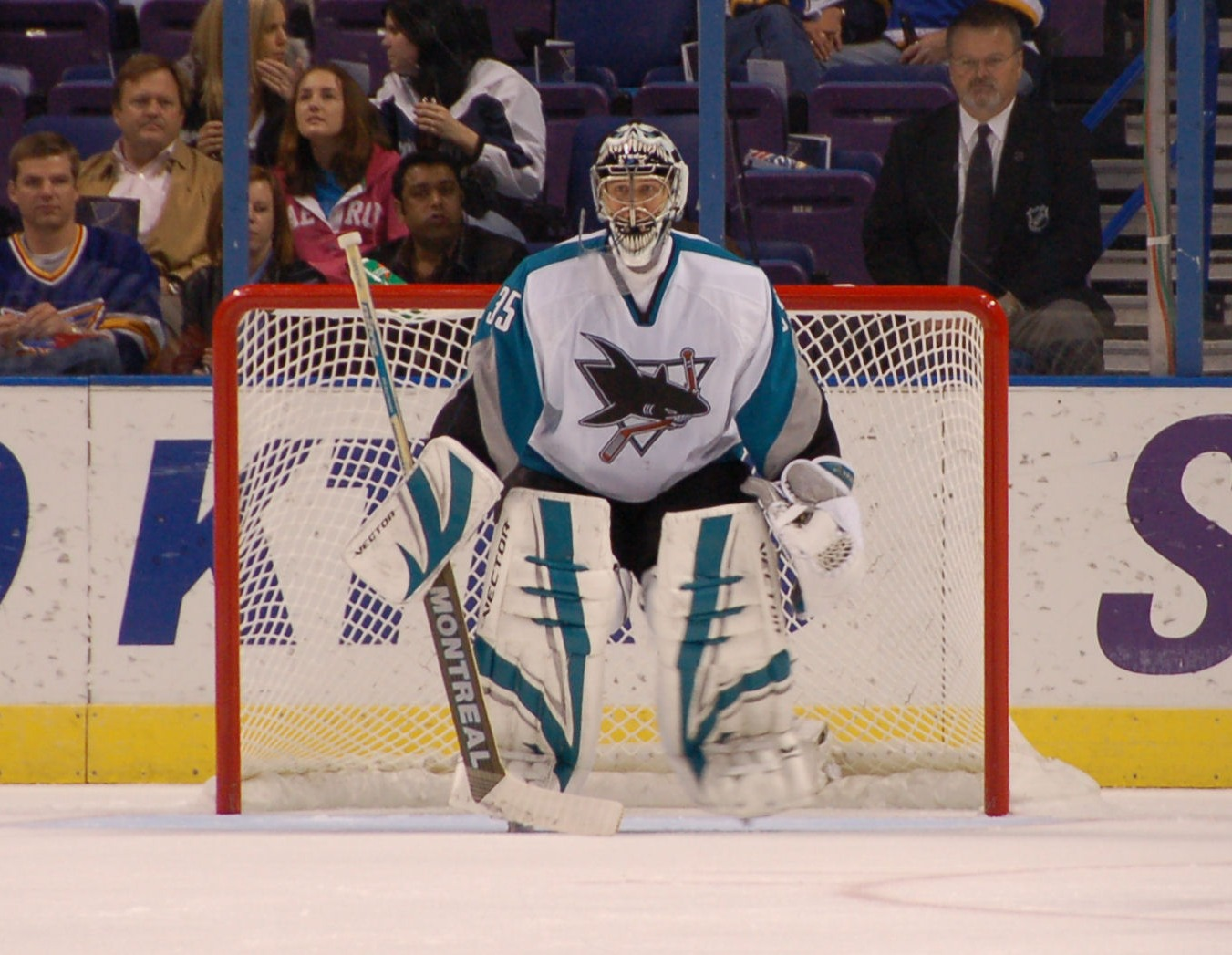
Vesa Toskala im Trikot der San Jose Sharks

In der darauffolgenden Saison spielte er aufgrund des Lockouts wieder neun Spiele in Finnland bei Ilves Tampere, mit denen er die Playoffs erreichte.
Die Spielzeit 2005/06 war seine bisher beste Spielzeit. Zum Beginn der Playoffs verdrängte er Nabokow und wurde die neue Nummer 1. Das Ausscheiden in der zweiten Runde gegen die Edmonton Oilers konnte er allerdings auch nicht verhindern. In der Saison 2006/07 teilte er sich zunächst den Posten des Stammtorhüters mit Nabokow. Nach einer Verletzung verlor er jedoch seinen Platz und musste sich wieder mit dem Posten als Ersatz begnügen. Aufgrund der Torhütersituation mit zwei möglichen Startern in ihren Reihen wurde Toskala im Rahmen des NHL Entry Draft 2007 gemeinsam mit Mark Bell für eine Reihe von Draft-Picks an die Toronto Maple Leafs abgegeben. In den folgenden zweieinhalb Jahren konnte der Finne nie die Erwartungen des Managements erfüllen und teilte sich in der ersten Hälfte der Saison 2009/10 den Torhüterposten mit dem schwedischen Rookie Jonas Gustavsson.
Am 31. Januar 2010 wurde er gemeinsam mit Stürmer Jason Blake an die Anaheim Ducks abgegeben. Im Gegenzug wechselte Jean-Sébastien Giguère nach Toronto. Toskala blieb jedoch nur etwas mehr als einen Monat in Anaheim, in dem er kein Spiel für die Ducks absolvierte. Am letzten Tag der Wechselperiode wurde er im Tausch gegen Curtis McElhinney zu den Calgary Flames geschickt, für die er in sechs NHL-Partien im Tor stand. Nach Saisonende verkündete Darryl Sutter, General Manager der Flames, Toskala würde keinen neuen Vertrag erhalten.

### Rückkehr nach Europa
Zunächst vereinslos wurde er am 1. November 2010 vom schwedischen AIK Solna aus der Elitserien für einen Monat unter Vertrag genommen wurde. Im Juni 2011 kehrte er zu Ilves Tampere zurück und erhielt dort einen Zweijahreskontrakt, welchen jedoch wegen seines Karriereendes im Oktober 2015 nicht erfüllte.
Seit der Saison 2015/16 ist er als Torwarttrainer beim finnischen Zweitligisten Kiekko-Vantaa tätig.

## Erfolge und Auszeichnungen
- 1995 Goldmedaille bei der U18-Junioren-Europameisterschaft
- 1998 Silbermedaille bei der Weltmeisterschaft
- 1999 Silbermedaille bei der Weltmeisterschaft
- 2000 Bronzemedaille bei der Weltmeisterschaft
- 2004 2. Platz beim World Cup of Hockey

## Karrierestatistik

### International
Vertrat Finnland bei:
| - U18-Junioren-Europameisterschaft 1995 - U20-Junioren-Weltmeisterschaft 1996 - U20-Junioren-Weltmeisterschaft 1997 - Weltmeisterschaft 1998 | - Weltmeisterschaft 1999 - Weltmeisterschaft 2000 - World Cup of Hockey 2004 |

(Legende zur Torhüterstatistik: GP oder Sp = Spiele insgesamt; W oder S = Siege; L oder N = Niederlagen; T oder U oder OT = Unentschieden oder Overtime- bzw. Shootout-Niederlage; Min. = Minuten; SOG oder SaT = Schüsse aufs Tor; GA oder GT = Gegentore; SO = Shutouts; GAA oder GTS = Gegentorschnitt; Sv% oder SVS% = Fangquote; EN = Empty Net Goal; 1 Play-downs/Relegation; Kursiv: Statistik nicht vollständig)